# Osmundsvåg
Osmundsvåg – wieś w zachodniej Norwegii, w okręgu Sogn og Fjordane, w gminie Vågsøy. Miejscowość leży nad zatoką Morza Północnego – Sildegapet, przy norweskiej drodze krajowej nr 603. Osmundsvåg znajduje się 10 km na północ od miejscowości Degnepoll oraz około 11 km na północny wschód od centrum administracyjnego gminy Måløy. 
Nieopodal wsi znajduje się latarnia morska Ulvesund, która została wybudowana w 1870 roku.
W Osmundsvåg mieszka 45 mieszkańców. Podczas II wojny światowej miejscowość była zajęta przez wojska niemieckie. Lokalna ludność musiała opuścić swoje domy i zamieszkać gdzie indziej, między innymi, na wyspie Selje. Na wzgórzu przy morzu znajdują się pozostałości bunkrów i stanowisk artylerii.  

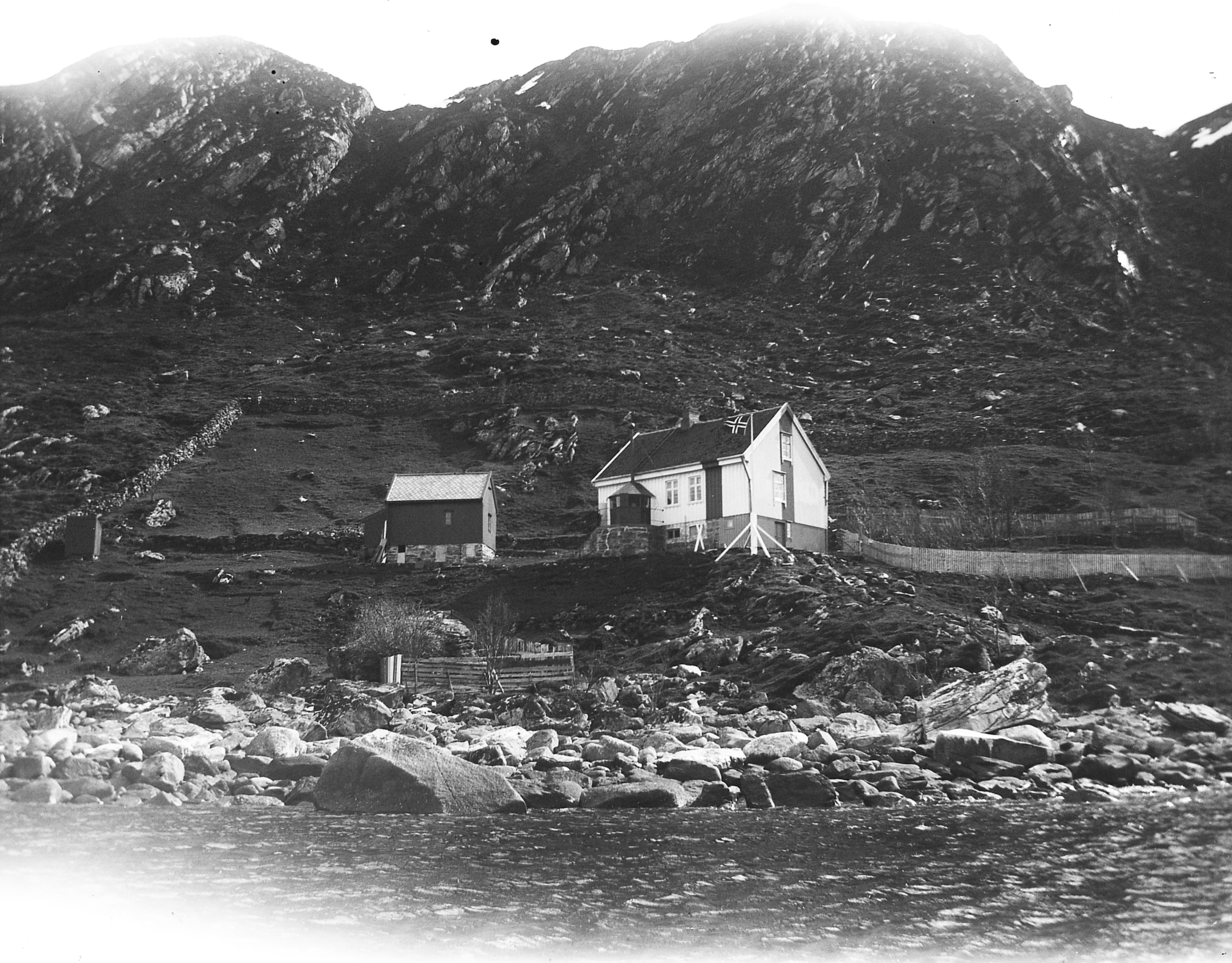
Latarnia morska Ulvesund